# Saint-Paul-les-Fonts
Saint-Paul-les-Fonts é uma comuna francesa na região administrativa de Occitânia, no departamento de Gard. Estende-se por uma área de 5,46 km². Em 2010 a comuna tinha 1 050 habitantes (densidade: 192,3 hab./km²).

## Demografia
| 1962 | 1968 | 1975 | 1982 | 1990 | 1999 | 2006 | 2007 | 2008 |
| ---- | ---- | ---- | ---- | ---- | ---- | ---- | ---- | ---- |
| 288  | 324  | 344  | 403  | 534  | 610  | 695  | 707  | 757  |